# Галицкий референдум (1991)
Областной референдум в Ивано-Франковской, Львовской и Тернопольской областях состоялся 17 марта 1991 года одновременно с Всесоюзным референдумом о сохранении СССР и республиканским референдумом. На нём был вынесен вопрос: 

Хотите ли Вы, чтобы Украина стала независимым государством, которая самостоятельно решает все вопросы внутренней и внешней политики, обеспечивает равные права гражданам, независимо от национальной и религиозной принадлежности?
Оригинальный текст (укр.)Чи хочете Ви, щоб Україна стала незалежною державою, яка самостійно вирішує всі питання внутрішньої і зовнішньої політики, забезпечує рівні права громадянам, незалежно від національної та релігійної приналежності?

Ответ «Да» дали 88,3 % избирателей этих трёх областей.

## Предпосылки
Практика консультаций между руководством Ивано-Франковской, Львовской и Тернопольской областей существовала ещё в 1990 году и должна была повысить эффективность согласования деятельности хозяйств западного региона в условиях ухудшения экономической ситуации.
16 февраля 1991 в помещении Львовского оперного театра состоялось совместное заседание депутатов Львовской, Тернопольской и Ивано-Франковской областных советов, которое журналисты окрестили Галицкая ассамблея. Также на заседании присутствовали депутаты Ровенской, Волынской, Житомирской, Черновицкой и Закарпатской областей, представители общественных организаций, делегация народных депутатов СССР.
Выступая во время обсуждения второго вопроса повестки дня «О политической ситуации в регионе и всесоюзный референдум», участники отмечали, что «… распад Союза на независимые государства — есть неизбежная перспектива …». (Игорь Юхновский, народный депутат СССР). Депутаты одобрили инициативу депутатов Верховной Рады включить в бюллетень вопрос, который бы отвечал Декларации о суверенитете, а сессия решила, опираясь на нормы Закона СССР «О всенародном голосовании (Референдум СССР)», провести областные референдумы, на которые вынести вопрос: «Хотите ли Вы, чтобы Украина стала независимым государством, которая самостоятельно решает все вопросы внутренней и внешней политики, обеспечивает равные права гражданам, независимо от национальной и религиозной принадлежности?».

## Результаты
17 марта 1991 года жители трёх западных областей получили для голосования, рядом с общесоюзным — белым и республиканским — серым, ещё и региональный бюллетень — розового цвета. Ответ «Да» на вопрос о независимости Украины дали 88,3 % избирателей западного региона (в областях этот показатель составил от 87 % до 90 %).
Галицкий плебисцит и его уверенное «Да» государственной независимости Украины стал, по мнению некоторых политологов, генеральной репетицией Всеукраинского референдума 1 декабря 1991 года.